# Bucecea
Bucecea – miasto w Rumunii, w okręgu Botoszany.